# 威南童
威南童（IPA：[ŋuːä˥˩.nä̃m˧.tʰũm˩˥]，生年不詳—1347年）是素可泰王國帕鑾王朝君主，約1323年至1347年間在位。威南童是前任國王樂泰的堂兄弟。
威南童是素可泰第二任國王班孟之子，於堂兄弟樂泰逝世後登基為王。威南童以樂泰之子立泰為王儲兼任是塞差那萊總督。古碑銘記載，立泰於1347年率軍至王都素可泰殺光所有他的敵人之後登基為王。一說威南童崩逝於1347年，在威南通之子即位之前，立泰發動政變奪取王位。